# Atoposaurus
Atoposaurus is een geslacht van uitgestorven Crocodylomorpha. Het is het typegeslacht van de familie Atoposauridae. Er zijn fossielen gevonden die uit het Laat-Jura waren van twee verschillende soorten in Frankrijk en Duitsland.
De typesoort Atoposaurus jourdani werd in 1850 benoemd door Hermann von Meyer. De geslachtsnaam betekent 'ongebruikelijk reptiel'. De soortaanduiding eert Claude Jourdan die het holotype Mus. Natur. Lyon. Inv. R. 15680 voor het desbetreffende museum bij Cerin verzamelde. Het is een skelet met schedel dat de staartpunt mist. Handen en voeten zijn bewaard als afdrukken.
Hetzelfde jaar benoemde Von Meyer een tweede soort: Atoposaurus oberndorfi. Het is gebaseerd op holotype TM 3956, een skelet met schedel gevonden bij Kelheim. De soortaanduiding verwijst naar de locatie Oberndorf. Het is in het eigendom van Teylers Museum  overgegaan toen het aangekocht werd door conservator J.G.S. van Breda in 1863 van Adam August Krantz (1809-1872), handelaar in mineralen in Bonn vanaf 1850. De aankoop werd gedaan samen met de andere holotypen van Sapheosaurus laticeps, Homeosaurus maximilliani, Rhamphorhynchus gemmingi, Pterodactylus longirostris en Pterodactylus meyeri, gebaseerd op het boek Zur Fauna der Vorwelt (1860) van Christian Erich Hermann von Meyer.
Een interessant kenmerk van Atoposaurus is dat het geen dorsale pantserplaten had, een gemeenschappelijk kenmerk van zowel Atoposauridae als de meeste Crurotarsi. De afwezigheid van de platen, samen met zijn relatief kleine formaat (exemplaren bereiken een lengte tot zeventien centimeter), smalle supratemporale fossae, brede occipitale regio, dunne postorbitale balk en gladde versieringen, heeft sommige paleontologen ertoe gebracht te geloven dat het misschien een juveniele vorm van een ander geslacht binnen Atoposauridae, hoogstwaarschijnlijk Alligatorellus. In 2016 werd echter geconcludeerd dat het geslacht geldig was en dat beide soorten van elkaar te onderscheiden zijn.
Atoposaurus wordt meestal geplaatst in de Atoposauridae.